# Ольховатка (Егорьевский сельсовет)
Ольховатка — деревня в Касторенском районе Курской области России. Входит в состав Егорьевского сельсовета.

## География
Деревня находится в восточной части Курской области, в лесостепной зоне, в пределах юго-западной части Среднерусской возвышенности, на левом берегу ручья Ольховатского (приток Олыма), на расстоянии примерно 4 километров (по прямой) к северо-западу от посёлка городского типа Касторное, административного центра района. Абсолютная высота — 170 метров над уровнем моря.
Климат
Климат характеризуется как умеренный, со среднегодовой температурой воздуха +5,1 °C и среднегодовым количеством осадков 547 мм.
Часовой пояс
Деревня Ольховатка, как и вся Курская область, находится в часовой зоне МСК (московское время). Смещение применяемого времени относительно UTC составляет +3:00.

## Население
| 2002 | 2010 |
| ---- | ---- |
| 2    | ↘0   |